# Сем Хол
Сем Хол (англ. HALL Sam, 28 грудня 1988)— австралійський фристайліст, спеціаліст в могулі.

## Результати

### Чемпіонати світу
| № | Дата       | Місце          | Дисципліна        | Результат |
| - | ---------- | -------------- | ----------------- | --------- |
| 1 | 07/03/2009 | Інавасіро 2009 | Могул             | 25        |
| 2 | 08/03/2009 | Інавасіро 2009 | Паралельний могул | 13        |
| 3 | 02/02/2011 | Дір-Веллі 2011 | Могул             | 20        |
| 4 | 05/02/2011 | Дір-Веллі 2011 | Паралельний могул | 19        |

### Кубок світу
У ТОП-3 не потрапляв. Найкраще досягнення — 19 місце у могулі, зайняте 29/01/2011 у канадському Калгарі.
| Сезон | Загальний залік | Залік могулу |
| ----- | --------------- | ------------ |
| 2009  | 181 (1 очко)    | 48 (10)      |
| 2010  | 169 (0)         | 62 (3)       |
| 2011  | 172 (2)         | 48 (17)      |

### Кубок Австралії та Нової Зеландії
Два подіуми:
- 26/08/2006 Монт Баллер, Вікторія,  Австралія — паралельний могул — бронза
- 30/08/2008 Монт Баллер, Вікторія,  Австралія — могул — золото

У заліку сезону 2012 року став 9-им у заліку могулу.

### Кубок Європи
На етапах КЄ у ТОП-3 не потрапляв. Найкращий результат — 4 місце у могулі, встановлене 17/01/2009 у словенському Старі Вхри.
| Сезон | Залік могулу |
| ----- | ------------ |
| 2009  | 31 (68)      |
| 2010  | 98 (9)       |

### Кубок Північної Америки
На етапах КПА у ТОП-3 не потрапляв. Найкращий результат — 6 місце у могулі, встановлене 10/02/2011 у американському Парк-Сіті.
| Сезон | Залік могулу |
| ----- | ------------ |
| 2010  | 50 (16)      |
| 2011  | 31 (49)      |